# Daniel Oldrá
Daniel Walter Oldrá (Mendoza, 15 marzo 1967) è un allenatore di calcio ed ex calciatore argentino, di ruolo difensore, tecnico del Godoy Cruz.

## Caratteristiche tecniche
Era un difensore centrale, ma poteva giocare anche come terzino destro.

## Carriera

### Giocatore
Ha cominciato a giocare nel Godoy Cruz Antonio Tomba. Nel 1988 si è trasferito al River Plate, squadra della massima serie argentina. Nel 1991 è stato acquistato dai boliviani del Blooming. Nel 1993 è tornato al Godoy Cruz Antonio Tomba. Nel 1996 viene ceduto al Gimnasia y Tiro. Nel 1997 torna al Godoy Cruz Antonio Tomba, con cui termina la propria carriera da giocatore nel 2002.

### Allenatore
Il 29 ottobre 2008 viene nominato coordinatore del vivaio del Godoy Cruz Antonio Tomba. Ricopre tale incarico per otto anni, fino all'ottobre 2014. Nel novembre 2012 è allenatore ad interim della prima squadra. Nel novembre 2014 viene nominato allenatore della prima squadra. Mantiene l'incarico fino al termine della stagione. Il 27 settembre 2015 la società lo richiama e mantiene l'incarico fino al dicembre dello stesso anno.

## Palmarès

### Giocatore

#### Competizioni nazionali
- Campionato argentino: 1

River Plate: 1989-1990